# Почти невинен
Почти невинен (на английски: Out of Time) е американски филм от 2003 г. В него участват Дензъл Уошингтън, Ева Мендес, Сана Лейтън, Дийн Кейн и Джон Билингсли.
Времетраенето на филма е 105 минути.

## Сюжет
Мат Лий Уитлок (Дензъл Уошингтън) е уважаван шериф в града . Но малцина в града знаят какви проблеми има в живота си. Уитлок е в разгара на дълъг и мъчителен развод със съпругата си (която също е детектив по убийства), на която постоянно изневерява с любовницата си, която, както се оказва, е терминално болна, нуждае се от скъпо лечение, а съпругът ѝ я малтретира. Мислейки за предстоящата си смърт, тя прави Мат получател на застрахователна полица за 1 милион долара, а Мат, вземайки парите, които са веществено доказателство по дело за наркомафия, ѝ ги дава, за да може тя да отиде в Европа и да се лекува там или да доживее остатъка от времето си спокойно.
На следващата нощ къщата на любовницата му се запалва, изгаряйки тя и съпруга ѝ живи, а парите изчезват. Освен това, свидетел е видял Мат близо до изгорялата къща малко преди пожара. Съпругата на Уитлок е назначена да разследва този случай. И Уитлок ще трябва да се опита да изпревари времето и колегите си, за да се спаси от обвинение в убийство.